# Bezstabljični čapljan
Bezstabljični čapljan (lat. Erodium acaule), biljna vrsta iz roda čapljana (Erodium) raširena po zemljama Sredozemlja. U Hrvatskoj je nova vrsta, koja se pojavila pred kraj 1990–tih godina na jugu Istre i otoku Krku.